# Jaciment arqueològic d'Horts d'en Gussinyer
Horts d'en Gussinyer és un Jaciment arqueològic que està situat al municipi de Castellfollit de la Roca, a la Garrotxa. Es tracta d'un lloc d'habitació sense estructures que podria pertànyer al Paleolític localitzat en camps de conreu entre el poble de Castellfollit de la Roca i la llera del riu fluvià, a tocar de la carretera local que va de Castellfollit a Olot.

## Descobriment i historiografia
Les primeres notícies sobre el jaciment van ser donades per l'erudit local Ramon Campderich i Falgueras qui va realitzar les primeres troballes, i posteriorment,sembla que Jesús Culebras també va trobar-hi restes lítiques.

## Troballes
Com en altres jaciments del mateix tipus de la zona, les restes van aparèixer en una capa de terres llimoses superficials que recobreixen arreu la colada basàltica que conforma l'esperó rocós de Castellfollit. Les restes lítiques no estan descrites i no es poden contextualitzar, tot i que possiblement són prehistòriques.